# کینگزویل (تگزاس)
کینگزویل، تگزاس(به انگلیسی: Kingsville, Texas) شهری در ایالت تگزاس از ایالات جنوبی ایالات متحده آمریکا است. در سرشماری سال ۲۰۱۰، جمعیت این شهر ۲۶٬۲۱۳ نفر اعلام شد.
کینگزویل مرکز شهرستان کلبرگ است. این شهر در سال ۱۹۰۴ بعد از عبور خط راه آهن تأسیس شد. کینگزویل بعد از ریچارد کینگ صاحب مزرعه کینگ نامگذاری شده‌است.
پایگاه هوایی کینگزویل یک فرودگاه نظامی است که در ۳ مایلی این شهر قرار گرفته‌است.

## مراکز تحصیلی

### دانشگاه‌ها
- دانشگاه تگزاس ای اند ام در کینگزویل
- کالج کوستال بند
- دانشگاه داروسازی ارما لرما رنهل